# 奥地利人民党

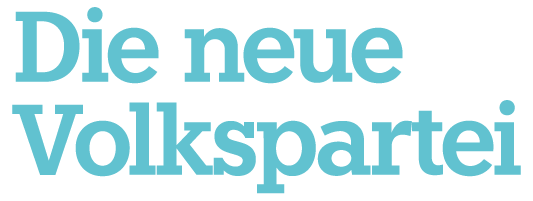
奧地利人民黨至2018年以前使用的標識

奧地利人民黨（德語：Österreichische Volkspartei，缩写为ÖVP），奧地利中間偏右保守主義政黨。前身是1887年建立的奧地利基督社會黨，其政治理念以及選民階層大致與德國基督教民主聯盟相同。
人民黨於1945年奧地利第二共和國建立時組成，至2017年為止與中間偏左的另一大黨奧地利社會民主黨一直是奧地利政壇的兩大政黨之一，兩黨在戰後大部分時間一直組建大聯合政府。

## 綱領
奧地利人民黨支持保守主義及基督教民主主義的理念，支持國家在尊重傳統與穩定社會秩序的綱領上運作。他們明確表達出對部分爭議議題的反對態度，如奧地利在公共領域的政教分離、積極平權措施、與其他社會工程等爭議性的議題。多數時期，人民黨明確表示自己是天主教與反社會主義政黨；四十年通喻（Quadragesimo Anno）所定義的輔助原則（Subsidiarity）理想被認為是該黨議程的基石之一。

## 歷史

### 起源
奧地利人民黨的前身是1893年由維也納市長卡爾·呂格爾（Karl Lueger）所成立的保守及極具爭議的右派民粹主義政黨基督教社會黨。創立初期的人民黨多數黨員來自於恩格爾伯特·陶爾斐斯所領導的祖國陣線，陶爾斐斯在德奧合併前也是基督教社會黨黨員。德奧合併後遭封禁。

### 二戰後
目前的人民黨是在1945年奧地利獨立後隨即成立。人民黨自成立以來一直在議會兩院擁有席次。在議會席次上，人民黨一直是議會第一或第二大黨，因此該黨時常領導內閣或與其他政黨組成聯合政府。
第二次世界大戰後，人民黨表示自己是「奧地利的政黨」（die österreichische Partei）、堅決的反馬克思主義並自認是中間派政黨（Partei der Mitte）。人民黨長久與奧地利社會民主黨（SPÖ）組成中間派大聯合政府。人民黨短暫于1966年－1970年獨自執政。人民黨在這個時期的經濟政策可稱為社會市場經濟。
今日在經濟政策方面，奧地利人民黨主張經濟自由主義，贊成縮減奧地利較大的公共部門、社會福利改革、解除管制（Deregulation）。外交政策方面，該黨一直支持歐洲一體化。人民黨與其他相似的保守派政黨相比，較為偏向環境保護主義的立場。
1999年奧地利議會選舉，右派民粹政黨奧地利自由黨成為第二大黨，人民黨於2000年結束與社民黨多年的合作關係，同意與當時的右派民粹主義政黨奧地利自由黨黨魁約爾格·海德爾組成執政聯盟。儘管海德爾並未入閣，因自由黨加入聯合政府，引起歐洲各國的憤怒，歐盟14個成員國對奧地利聯邦政府實行非正式的外交制裁。數個月後，三位前歐洲總理所組成的調查代表團調查結果證實自由黨並不會威脅奧地利的民主，歐盟國家撤銷制裁行動。
2002年奧地利議會選舉，人民黨在總理沃爾夫岡·許塞爾帶領下，以42.27%的得票率獲得勝利。海德爾的自由黨則衰退至10.16%。
2006年奧地利議會選舉，人民黨挫敗，在經歷多次協商後同意與奧地利社會民主黨組成執政聯盟，新任黨魁威廉·莫爾特勒（Wilhelm Molterer）出任財政部長兼副總理，社民黨黨魁阿爾弗雷德·古森鮑爾就任總理。
2008年奧地利議會選舉，人民黨與社會民主黨再次挫敗，但兩黨合共維持過半數，維持執政聯盟，由於人民黨在某些議題上堅持本身的觀點使得公眾批評日益增加（例如學校制度改革），部分議題不願意與社民黨進行談判或協商引起評論家與對手的政治諷刺。
人民黨是2009年歐洲議會選舉的贏家，得票率30.0%，拿下6席。
2013年奧地利議會選舉，人民黨與社民黨再次挫敗，但兩黨合共維持過半數，維持執政聯盟。
塞巴斯蒂安·庫爾茨在2017年成為新任的人民黨黨魁，人民黨之後結束與社民黨長達10年的大聯合政府執政聯盟的關係，並提前大選。選舉結果，人民黨取得62席，重拾第一大黨地位。31歲的庫爾茨成為新任奧地利總理，並再度與右派民粹主義政黨奧地利自由黨組成右翼聯合政府。至2019年因自由黨爆出伊維薩事件而導致政府倒台。但之後議席增至71席，並成功於2020年首次與綠黨－綠色替代組織聯合政府。

## 支持對象
奧地利人民黨的支持群眾主要來自白領階級、小企業主、農民及郊區。特別的是該黨獲得奧地利多數公務人員的支持，由於奧地利的政府官僚規模與範圍，這是十分龐大且具影響力的團體。相對而言，藍領階級、維也納都會區的市民較為支持奧地利社會民主黨或奧地利自由黨。

## 政府層面

### 州
在州層級上，人民黨長期在下奧地利州、上奧地利州、薩爾斯堡州、施蒂利亞州、提洛州和福拉爾貝格州等農業州執政。但在維也納州和天主教會較不強勢的農業州布根蘭州與克恩頓州相對弱勢。2004年，人民黨失去薩爾斯堡州第一大黨地位。隔年再失去施蒂利亞州第一大黨寶座。

### 聯邦政府
人民黨自二戰後長期與奧地利社會民主黨組建大聯合政府。1945年－1966年，1986年－2000年及2007年至2017年與社會民主黨組建大聯合政府。2017年和2020年先後與奧地利自由黨組成右翼聯合政府和與綠黨－綠色替代組成聯合政府。除了2019年6月至2020年1月政府由無黨派專業人士接管外，他們自1986年一直是聯合政府的成員。

## 外部連結
- 奧地利人民黨官方網站
- 歐洲人民黨之奧地利人民黨簡介